# Nordkurs
Nordkurs är sommarkurser i nordiska språk, andra språk i Norden (exempelvis finska och grönländska) och nordisk litteratur som hålls årligen för universitetsstuderande i de nordiska länderna. De kursdeltagare som antas tilldelas ett stipendium som ska möjliggöra resa till landet som är huvudområde för det aktuella språket och boende under de två till fyra veckor kursen varar. Nordkurs är ett samarbete mellan nordiska universitet som finansieras av Nordiska ministerrådet.